# Diana Kipyokei
Diana Chemtai Kipyokei, née le 5 mai 1994, est une athlète kényane, spécialisée dans les courses de fond. Elle remporte la course féminine du 125e marathon de Boston (2h24'45"), le 11 octobre 2021, ainsi que le marathon d'Istanbul de 2020 (2h22'06").